# 비에른 페름
비에른 베른트 에왈드 페름(스웨덴어: Björn Bernt Ewald Ferm, 1944년 8월 10일 ~ )은 스웨덴의 근대5종 선수이다. 그는 1968년과 1972년 하계 올림픽에 출전했고 1968년 하계 올림픽때 개인 종합에서 금메달을 획득했다. 1968년에, 그는 단체 종합에서 3위를 했지만 1명의 구성원이 알코올 관련 약물 검사에서 실패한후 동메달을 박탈당했다.
페름은 1967년과 1969년 세계 선수권 대회 개인 종합에서 2개의 동메달을 획득했다. 현역에서 은퇴한후 그는 아시아 기반의 사업가가 되었고, 2009년에 잉크 카트리지 및 토너를 수출하는 회사로 향했다.

## 참조
1. ↑  비에른 페름 보관됨 2016-03-05 - 웨이백 머신. sports-reference.com
2. ↑  비에른 페름. 스웨덴 올림픽 위원회